# وحدة الاستثمار الحكومية في إندونيسيا

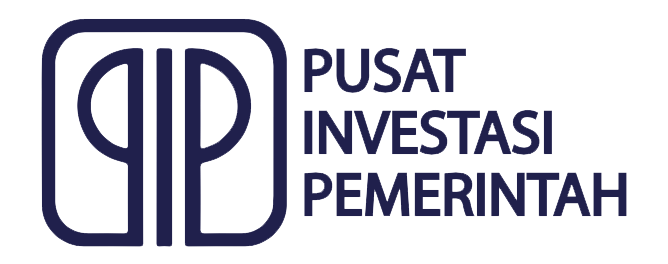
شعار الاستثمار الحكومية في إندونيسيا

وحدة الاستثمار الحكومية في إندونيسيا ، والمعروفة أيضًا باسم وكالة الاستثمار في إندونيسيا أو (PIP) ، هي صندوق ثروة سيادي تديره وزارة المالية في البلاد. أنشئ في عام 2006 برصيد 340 مليون دولار ، يستثمر برنامج تطبيق السلام في مجموعة متنوعة من فئات الأصول مثل الأسهم والديون والبنية التحتية والاستثمارات المباشرة. تتمثل بعض أهداف برنامج تطبيق السلام في زيادة استقرار الاقتصاد الكلي والنمو الاقتصادي والاستثمار الحكومي ، وهو يهدف إلى اتباع الخطوات الناجحة التي حققتها شركة تيماسيك القابضة في سنغافورة و خزانة ناسونال في ماليزيا .

## الاستثمارات
في أكتوبر 2009 ، تم الإعلان عن أن شركة أنت جلوبال بارتنر، وهي شركة أسهم خاصة يسيطر عليها بنك الإقراض الزراعي بنك نوريتشكين ، تخطط لجمع صندوق للتكنولوجيا النظيفة بقيمة 250 مليون دولار على مدى السنوات الثلاث التالية ، ويركز على مشاريع مثل معالجة المياه و مشاريع متجددة في اندونيسيا. تم إنشاء صندوق إندونيسيا للتكنولوجيا النظيفة بالشراكة مع وزارة المالية الإندونيسية وحصلت وحدة الاستثمار الحكومية على 10 ٪ من الصندوق.  في كانون الثاني (يناير) 2010 ، تعهدت وحدة التفتيش المشتركة بمساهمة قدرها 100 مليون دولار لصندوق الاستثمار الأخضر الإندونيسي ، والذي سيشرف عليه أيضًا من حيث الإدارة. يستثمر الصندوق في مشاريع الطاقة المتجددة ومعالجة المياه للتصدي لآثار تغير المناخ ، وكان مستوحى من صندوق إندونيسيا للتكنولوجيا النظيفة الذي مولته وحدة التفتيش المشتركة في عام 2009.  في ديسمبر 2011 ، استثمرت وحدة الاستخبارات العامة في شركة الكهرباء الحكومية .

## روابط خارجية
- وحدة الاستثمار الحكومية في إندونيسيا